# Hard Rock Hotel & Casino Atlantic City
Pour les articles homonymes, voir Trump, Taj, Mahal (homonymie) et Taj Mahal (homonymie).
Le complexe Hard Rock Hotel & Casino Atlantic City, anciennement le Trump Taj Mahal est situé sur la promenade de la ville d'Atlantic City, dans l'État du New Jersey. Sa construction est un projet du groupe Trump Entertainment Resorts et le bâtiment a été conçu par l'agence d'architectes Friedmutter Group, Inc. L'ancien nom Trump Taj Mahal est composé du nom d'un joyau de l'architecture indienne, le Taj Mahal, et de l'homme d'affaires qui a porté le projet, Donald Trump. Le coût total de la construction du complexe est estimé à un milliard de dollars.

## Caractéristiques, historique

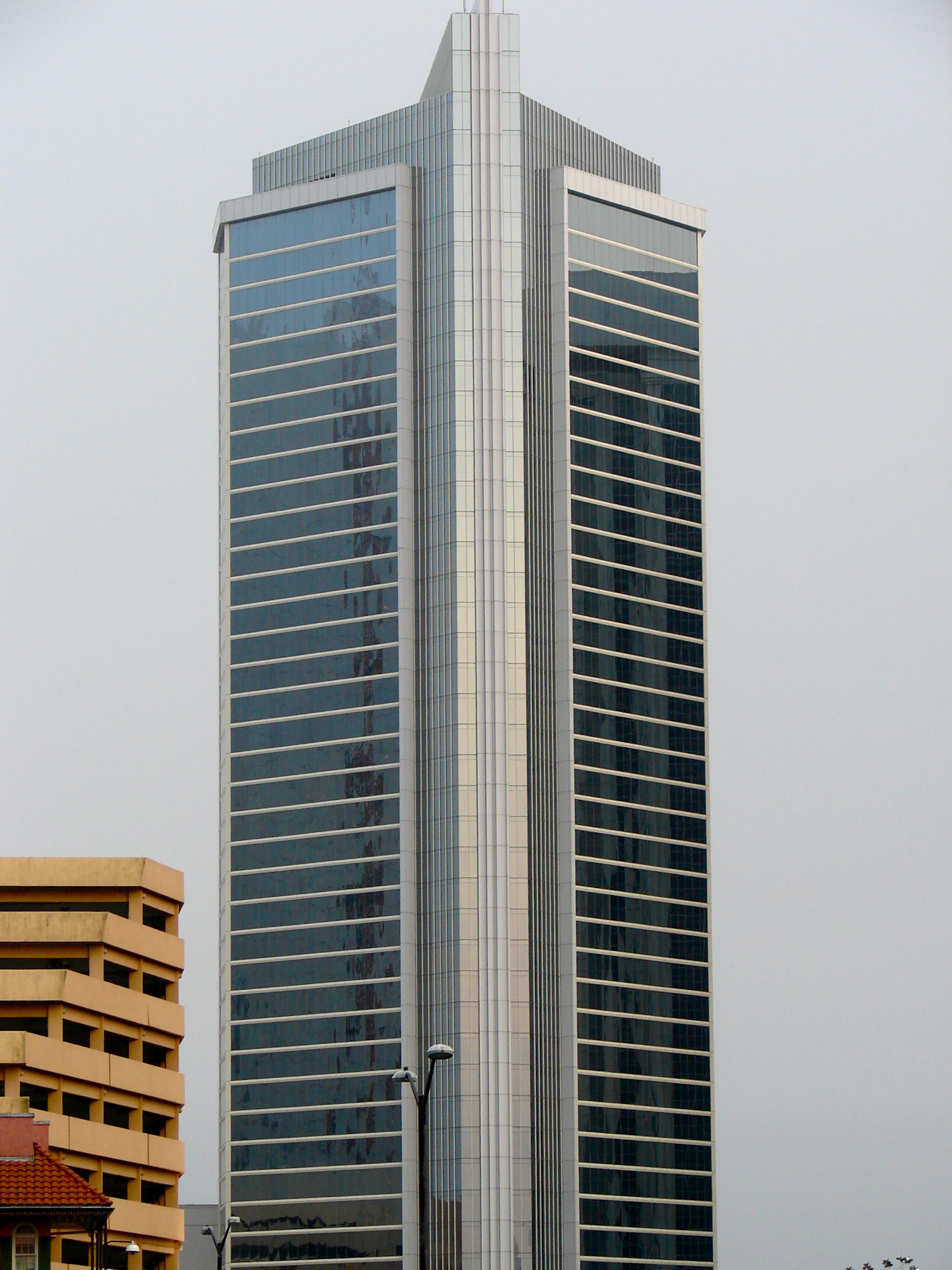
La Hard Rock's North Tower

Le complexe est composé de plusieurs bâtiments dont le Casino et l'Hotel d'une hauteur de 131 mètres, inaugurés en 1990, comprenant un casino de 160 tables régulières, 520 tables de tournoi et un hôtel de 1 250 chambres, et un immeuble de bureaux, la Chairman Tower — renommée depuis Hard Rock's North Tower —, d'une hauteur de 143 mètres, inaugurée en 2008.
Le Casino dispose de la plus grande salle de poker de la ville. Le United States Poker Championship (en), un important championnat américain de poker y a été organisé annuellement de sa création en 1996 à sa dernière édition en 2010.
Fin 2020, la Chairman Tower est le troisième plus haut immeuble de la ville. Sa construction a coûté 250 millions de dollars.
Après des années de pertes (plusieurs millions de dollars) et l'établissement devenant vieillissant, le Trump Taj Mahal est racheté en 2014 près de 300 millions de dollars par le milliardaire Carl Icahn. L'établissement ferme ses portes le 10 octobre 2016 sur fond de grèves dues à un conflit avec les syndicats représentant les salariés du casino et après que les propriétaires ont admis avoir violé les lois américaines contre le blanchiment d'argent et se sont vus infliger une amende record de dix millions de dollars.
Le 1er mars 2017, la tribu Séminole de Floride, à travers sa marque commerciale Hard Rock International et avec l'appui des familles Morris et Jingoli, annonce le rachat des bâtiments et leur renommage sous l'enseigne Hard Rock Hotel & Casino. La réouverture a lieu le 27 juin 2018, avec un jour d'avance sur la date prévue.